# ولادیمیر کوزلوف (ورزشکار بابسلد)
ولادیمیر کوزلوف (انگلیسی: Vladimir Kozlov؛ زادهٔ ۷ مارس ۱۹۵۸) ورزشکار بابسلد اهل اتحاد جماهیر شوروی سوسیالیستی بود.